# NGC 849
NGC 849 é uma galáxia lenticular (S0) localizada na direcção da constelação de Cetus. Possui uma declinação de -22° 19' 23" e uma ascensão recta de 2 horas, 10 minutos e 11,2 segundos.
A galáxia NGC 849 foi descoberta em 1886 por Frank Leavenworth.